# Grigol Mamrikiszwili
Grigol Mamrikiszwili (ur. 2 marca 1981) – gruziński judoka.

## Życiorys
Uczestniczył w Letnich Igrzyskach Olimpijskich w 2004. Odpadł w pierwszej rundzie, przegrywając pojedynek z Aleksiejem Budõlinem.